# Microsoft Whiteboard

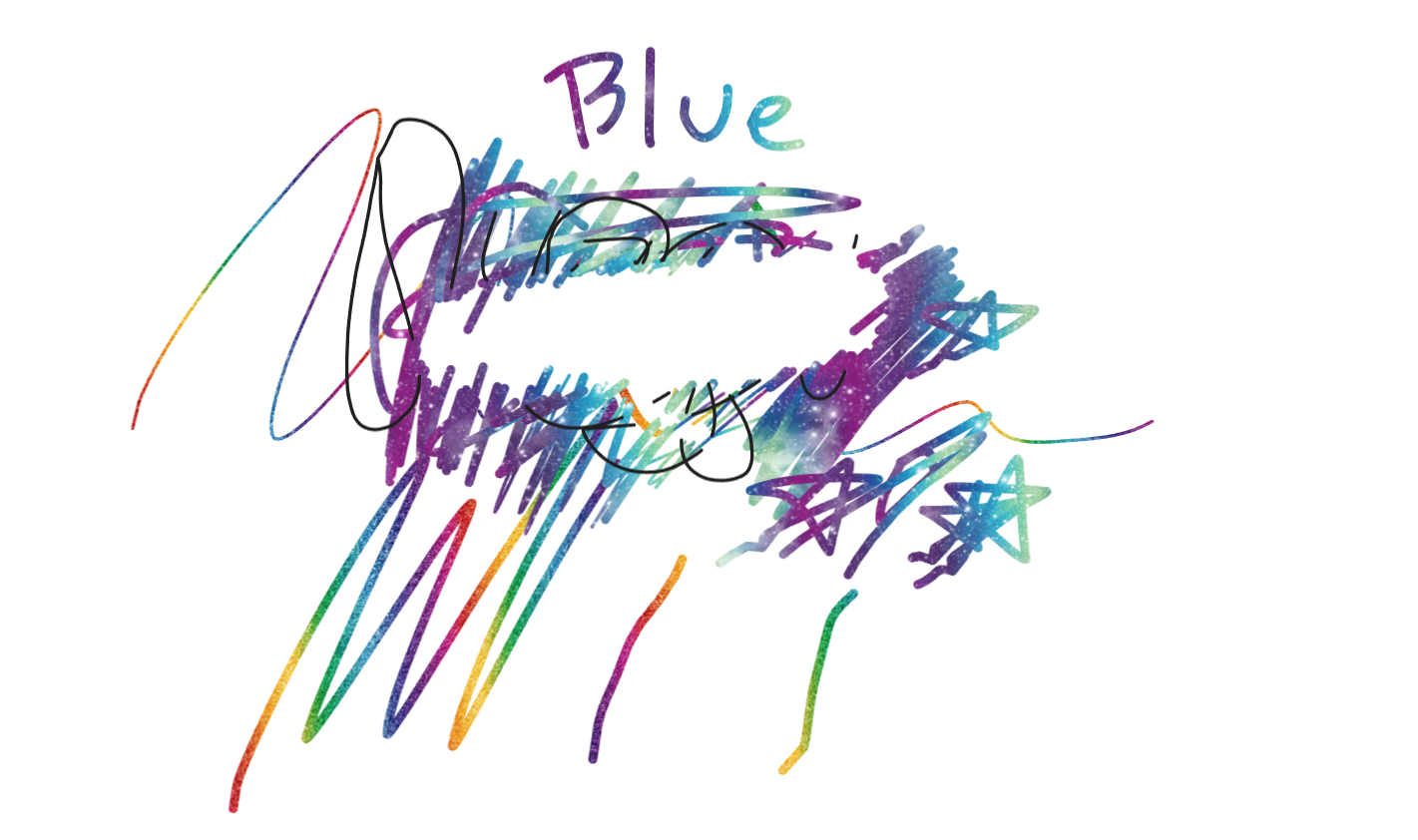
Feito em um quadro branco em uma loja da Microsoft

O Microsoft Whiteboard é um aplicativo multiplataforma gratuito, além de um serviço online e um recurso do Microsoft Teams, que simula um quadro branco virtual e permite a colaboração em tempo real entre os usuários.

## Visão geral e recursos
O Microsoft Whiteboard permite que os usuários desenhem em um quadro branco virtual utilizado métodos de input, como uma caneta stylus ou mouse e teclado, e façam anotações, estabeleçam ligações entre ideias compartilháveis e interajam em tempo real. O Microsoft Whiteboard está disponível para download nas seguintes plataformas e dispositivos:
- Microsoft Windows (no Windows 10 ou superior)
- Android
- Apple iOS
- Dispositivos Surface Hub

Também está disponível no navegador e como um recurso do Microsoft Teams.
O Microsoft Whiteboard permite que usuários com contas da Microsoft visualizem, editem e compartilhem quadros brancos usando as ferramentas e opções fornecidas. Os  recursos incluem ferramentas para desenho, formas e mídia. A função de desenhar no Microsoft Whiteboard é chamado de tinta. Funciona tanto em dispositivos móveis quanto em computadores. A barra de ferramentas de tinta digital possui lápis personalizáveis, bem como uma régua, um marca-texto, uma borracha e um seletor de objetos. O quadro branco pode reconhecer formas desenhadas à mão e corrigi-las. Ao segurar a tecla Shift em um teclado enquanto pinta desenha linhas retas.
O Microsoft Whiteboard possui atalhos de teclado para algumas funções.
| Mudar para desenho | Alt + W ou Alt + W + 1 |
| Caneta 2           | Alt + W + 2            |
| Caneta 3           | Alt + W + 3            |
| Marcador           | Alt + H                |
| Apagar             | Alt + X                |
| Modo de seta       | Alt + A                |
| Seta dupla         | Alt + Shift + A        |
| Embelezar          | Alt+B                  |

Recursos adicionais incluem a inserção de notas adesivas, caixas de texto, adesivos e imagens. As linhas e cores da grade são ajustáveis. Existem diferentes modelos que podem ser inseridos no quadro branco. Os usuários também podem compartilhar suas reações. Um recurso limitado aos quadros criados no Microsoft Teams é a capacidade de colocar um quadro no modo somente leitura para que os outros participantes da reunião não possam editá-los.Pot, Justin (9 de junho de 2022). «Microsoft Whiteboard Review». PCMag</ref>

## Avaliações
A PC Magazine avaliou o Microsoft Whiteboard com a nota 3,5 de 5, elogiando a disponibilidade gratuita do aplicativo e a abundância de modelos disponíveis. Comparando-o com outros aplicativos de quadro branco pagas e concluiu que a Microsoft oferece a melhor solução gratuita da categoria do aplicativo. Alguns dos contras, descritos pelo PCMag, incluem a impossibilidade de visualizar painéis sem uma conta da Microsoft e a impossibilidade de criar modelos personalizados.